# PubChem
PubChem is een databank van moleculen. Het systeem wordt onderhouden door het National Center for Biotechnology Information (NCBI) dat deel uitmaakt van de National Institutes of Health (NIH) van de Verenigde Staten van Amerika.
PubChem kan gratis worden geraadpleegd via een webinterface. Het bevat voornamelijk kleine moleculen met een moleculaire massa van minder dan 500 g/mol.